# 本位田真一
本位田 真一（ほんいでん しんいち、1953年（昭和28年）6月27日 - ）は、日本の計算機科学者。東京大学教授、国立情報学研究所副所長、英国UCL (University College London) Visiting Professor、早稲田大学理工学術院教授、国立情報学研究所特任教授などを歴任して、2025年（令和7年）より岡山大学特任教授。

## 経歴・人物
東京都出身。都立小山台高校を経て、1978年（昭和53年）早稲田大学大学院理工学研究科修士課程修了後、東芝を経て2000年（平成12年）より国立情報学研究所教授となる。
2004年（平成16年）より同研究所アーキテクチャ科学研究系研究主幹、2010年（平成22年）より同研究所副所長、2001年（平成13年）より東京大学大学院情報理工学系研究科教授（兼任）、2001年（平成13年）より北陸先端科学技術大学院大学情報科学研究科教授併任、2006年（平成18年）より早稲田大学客員教授。2005年（平成17年）度パリ第6大学招聘教授。2009年（平成21年）より北陸先端科学技術大学院大学情報科学研究科客員教授、2012年（平成24年）より電気通信大学客員教授、2015年（平成27年）リヨン第1大学招聘教授。
2012年 （平成24年）文部科学大臣表彰(科学技術賞)　、2016年 （平成28年）情報化促進貢献個人等表彰（文部科学大臣表彰）、2021年 （令和3年）文部科学大臣表彰(科学技術賞)、1986年（昭和61年）度情報処理学会論文賞受賞、2006年 （平成18年）情報処理学会フェロー、2012年（平成24年）日本ソフトウェア科学会功労賞、2019 年 （令和元年）情報処理学会ソフトウェア工学研究会功績賞、2023年（令和5年）日本ソフトウェア科学会基礎研究賞、2023年（令和5年）日本ソフトウェア科学会名誉会員。日本ソフトウェア科学会理事、情報処理学会理事、IEEE Computer Society Japan Chapter Chair、日本学術会議連携会員などを歴任した。
教員の育成に注力し、電気通信大学教授、中央大学教授、岡山大学教授、国立情報学研究所准教授、東京大学准教授、東京科学大学准教授、立命館大学准教授、茨城大学専任講師、早稲田大学講師など、アカデミアに多くの教員を輩出している。また、2006年（平成18年）から産業界の若手ソフトウェア技術者教育プログラムであるトップエスイーを推進しており、これまでに700人以上のトップレベルのソフトウェア技術者を輩出している。

## 著書
- ソフトウェア開発のためのプロトタイピング・ツール、啓学出版、1987年
- ＫＥ養成講座(2)　エキスパートシステム基礎技術、オーム社、 1989年
- オブジェクト指向システム開発、日経ＢＰ社、 1993年　(韓国語への翻訳版，東逸出版社，1996年)
- オブジェクト指向分析・設計、共立出版，1995年
- オブジェクト指向からエージェント指向へ、ソフトバンク、1998年
- エージェント技術、共立出版、1999年
- 増補改訂 オブジェクト指向からエージェント指向へ、ソフトバンク、2001年
- 考えるコンテンツ「スマーティブ」、丸善，2008年
- IT Text 人工知能（監修）、オーム社、2005年（改訂2版、2016年）

## 訳書
- オブジェクト指向システム分析、啓学出版、1990年　(新装版：近代科学社，1995年)
- 続オブジェクト指向システム分析、啓学出版、1992年　(新装版：近代科学社，1995年)
- プロジェクト管理の成功への秘訣、共立出版、1993年
- オブジェクト指向モデリング、日経ＢＰ出版センター、1995年
- デザインパターン、ソフトバンク、1995年
- ビジネスオブジェクト、トッパン、1996年
- UMLによるビジネスモデリング（翻訳）、ソフトバンク、2002年